# Rae Bareli (distrikt)
Rae Bareli (alternativ stavning Raebareli) är ett distrikt i den indiska delstaten Uttar Pradesh, och hade 2 872 335 invånare år 2001 på en yta av 4 586 km². Det gör en befolkningsdensitet på 626,3 inv/km². Den administrativa huvudorten är staden Rae Bareli. De största religionerna är Hinduism (87,94 %) och Islam (11,84 %).

## Administrativ indelning
Distriktet är indelat i sju kommunliknande enheter, tehsils:
- Dalmau, Lalganj, Maharajganj, Rae Bareli, Salon, Tiloi, Unchahar

## Städer
Distriktets städer är huvudorten Rae Bareli samt Bachhrawan, Dalmau, Jais, Lalganj, Maharajganj, Parsadepur, Salon och Unchahar.
Urbaniseringsgraden låg på 9,54 procent år 2001.